# Wolfhard Klein

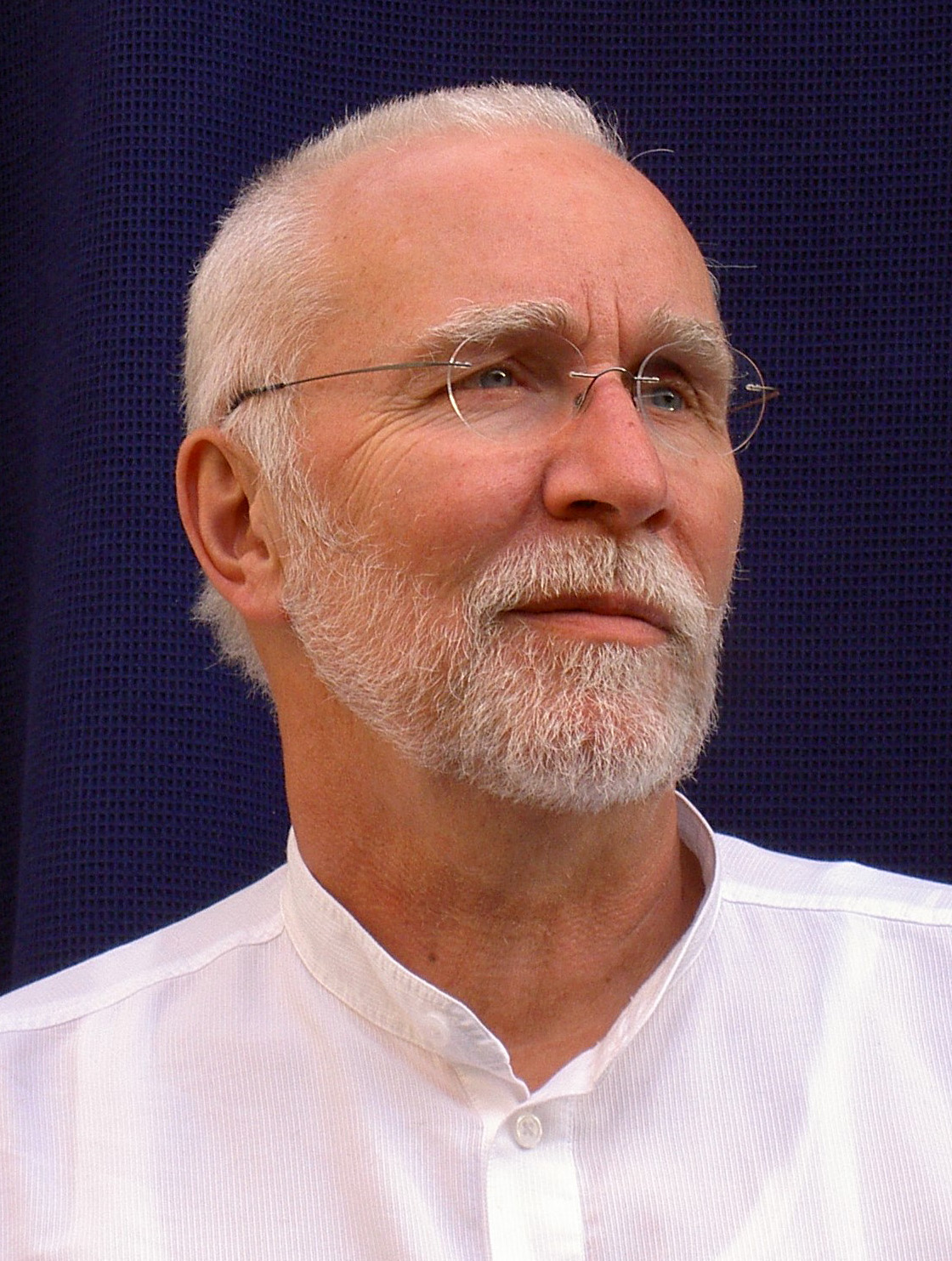
Wolfhard Klein

Wolfhard Klein (* 7. Januar 1949 in Hagen in Westfalen) ist ein deutscher Journalist und Autor aus Jugenheim in Rheinhessen. Neben seiner journalistischen Arbeit machte er sich einen Namen als Krimiautor, Lyriker und Fachmann für Mausefallen.

## Ausbildung und Studium
Wolfhard Klein ging in seiner Geburtsstadt Hagen zur Schule und sammelte erste journalistische Erfahrung bei einer Schülerzeitung, in der Pressearbeit für den TSV Hagen 1860 und als freier Mitarbeiter für die Westfälische Rundschau. Nach dem Abitur studierte er ab 1969 Publizistik, Soziologie und Sportwissenschaft an der Johannes-Gutenberg-Universität Mainz und schloss das Studium 1974 mit Diplom ab.

## Journalistische Arbeit
Bereits während seines Studiums arbeitete Klein für die Allgemeine Zeitung in Mainz sowie für die Zeitschriften konkret, Stern und twen.
1973 ging er zum damaligen Südwestfunk (dem heutigen Südwestrundfunk), wo er zuletzt als Programmchef bei SWR4 Rheinland-Pfalz arbeitete. Ende Januar 2012 ging Wolfhard Klein in den Vorruhestand.

## Literarische Arbeit
Neben seiner journalistischen Arbeit veröffentlichte Wolfhard Klein zahlreiche Bücher sowie Beiträge für Sammelbände. Sein Werk umfasst neben Sachbüchern auch Kriminalromane und Lyrik. Daneben ist er Mitherausgeber zweier Gedichtbände.
Klein ist er Mitgründer der Gruppe Mörderisches Rheinhessen, einer Vereinigung rheinhessischer Kriminalautoren, die auch jährlich ein Krimifestival veranstaltet. Darüber hinaus ist er Initiator der Lesungsreihe Rheinhessen liest und Mitglied der Vereinigung deutschsprachiger Krimiautoren Das Syndikat.
2009 wurde Klein in den Beirat des Künstlerhauses Edenkoben berufen.

## Privates
Wolfhard Klein ist verheiratet, hat ein Kind und lebt in Jugenheim in Rheinhessen. Zu seinen Hobbys gehört das Sammeln von Mausefallen, über die er auch eine Kulturgeschichte veröffentlicht hat.

## Veröffentlichungen (Auswahl)
- 2004 Flughafen Ibiza. Kriminalroman. éditions trèves, ISBN 3-88081-542-9.
- 2006 Schwarzgeld Ibiza. Kriminalroman. éditions trèves, ISBN 3-88081-544-5.
- 2009 Mein Rheinhessen. Gedichte. Leinpfad Verlag, ISBN 978-3-937782-94-2.
- 2010 Mausetod. Die Kulturgeschichte der Mausefalle. Verlag Philipp von Zabern, ISBN 978-3-8053-4319-0.
- 2011 Goethe, Liebe und Rheinhessen. Leinpfad Verlag, ISBN 978-3-942291-28-6.

## Auszeichnungen
- 1987: Herbert Quandt Medien-Preis der Johanna-Quandt-Stiftung
- 1988: Fachinger Kulturpreis
- 1994: Propst Reinhard Becker-Preis der Evangelischen Kirche in Rheinhessen
- 2006: Medienpreis Radio der Arbeitsgemeinschaft Deutscher Schlager & Volksmusik